# سوپر مامای ۲
سوپر مامای ۲ (ارمنی: Սուպեր մամա ۲) یک فیلم کمدی محصول کشور ارمنستان است به کارگردانی آرمان ماروتیان و واهاگن خاچاتریان که در سال ۲۰۱۷ منتشر شد. 
از بازیگران آن می‌توان به هایک ماروتیان، گاریک پاپویان، لی‌لی الباکیان، و لوون هاروتیونیان اشاره کرد.